# ヤング率
ヤング率（ヤングりつ、英語: Young's modulus）は、フックの法則が成立する弾性範囲における同軸方向のひずみと応力の比例定数である。この名称はトマス・ヤングに由来する。縦弾性係数（たてだんせいけいすう、英語: modulus of longitudinal elasticity）とも呼ばれる。

## 概要
ヤング率は、線形弾性体ではフックの法則
{\displaystyle \varepsilon ={\frac {\sigma }{E}}}
ε：ひずみ，σ：応力，E：ヤング率
より、
{\displaystyle E={\frac {\sigma }{\varepsilon }}}
である。
一般の材料では、一方向の引張りまたは圧縮応力の方向に対するひずみ量の関係から求める。ヤング率は、縦軸に応力、横軸にひずみをとった応力-ひずみ曲線の直線部の傾きに相当する。
たとえば、ヤング率が約10tf/mm2(=98GPa)である銅では、断面積1mm2、長さ1mのワイヤに10kgのオモリをぶら下げると、0.1%のひずみが生じ、約1mm伸びることになる。
ヤング率は結晶の原子間距離の変化に対する抵抗と考えることができ、原子間の凝集力が弾性的性質を決める。したがって応力と変形の機構が同じ種類の材質間では、融点と弾性係数の間にはある程度の相関がある。応力がある大きさ（比例限度）を超えると、結晶の不完全な部分が不可逆的に動くことによって変形することになるので、応力とひずみの関係はリニア（線形）ではなくなり、応力を取り除いても元の寸法に戻らなくなる。この現象を降伏という。
金属のヤング率は数十〜数百GPaである。この値は100%の弾性ひずみを生じる応力の値であるが、実際の材料は1%以下のひずみで降伏するものが多いので、ヤング率は通常引張強さの数百倍の大きさである。
弾性的性質は温度によって変化するので解析時には注意が必要である。変化の近似式は
{\displaystyle E=E_{0}-BT\exp \left(-{\frac {T_{c}}{T}}\right)}
ここで E0 は0[K]でのヤング率、B, Tc は材料によって異なる定数である。一例として、1000℃における鋼のヤング率は常温の2/3程度に減少する。
樹脂のように応力-ひずみ曲線にリニアの領域がほとんど存在しない材料では、ヤング率としてセカント係数（応力-ひずみ曲線上の点と原点を結ぶ直線の傾き）などを用いる。

## 主な物質のヤング率
注：以下に載せる値は目安であり、必ずしも保証されるものではない。
| 材料                        | ヤング率(E) 単位：GPa | 出典  |
| --------------------------- | --------------------- | ----- |
| ゴム (小ひずみ)             | 0.01〜0.1             | [ 2 ] |
| PTFE (テフロン)             | 0.5                   | [ 2 ] |
| ポリエチレン                | 0.4～1.3              | [ 3 ] |
| ポリプロピレン              | 1.5〜2                | [ 2 ] |
| ポリアセタールコポリマー    | 2.75                  | [ 4 ] |
| ポリスチレン                | 3〜3.5                | [ 2 ] |
| ポリカーボネート            | 2.3                   | [ 4 ] |
| ナイロン                    | 1.2〜2.9              | [ 3 ] |
| チーク 木材                 | 13                    | [ 3 ] |
| 高強度コンクリート (圧縮時) | 30                    | [ 2 ] |
| マグネシウム合金            | 45                    | [ 5 ] |
| アルミニウム                | 70.3                  | [ 6 ] |
| アルミ合金                  | 69〜76                | [ 5 ] |
| ガラス                      | 80.1                  | [ 6 ] |
| 黄銅                        | 103                   | [ 4 ] |
| チタン                      | 107                   | [ 5 ] |
| 銅                          | 129.8                 | [ 6 ] |
| 鋳鉄                        | 152.3                 | [ 6 ] |
| 鋼                          | 201〜216              | [ 6 ] |
| 鉛                          | 16.1                  | [ 6 ] |
| 金                          | 78                    | [ 6 ] |
| 銀                          | 82.7                  | [ 3 ] |
| 亜鉛                        | 48                    | [ 4 ] |
| ベリリウム                  | 287                   | [ 2 ] |
| タングステン                | 345                   | [ 5 ] |
| モリブデン                  | 324                   | [ 5 ] |
| 炭化ケイ素                  | 〜600                 | [ 7 ] |
| ジルコニア                  | 〜250                 | [ 7 ] |
| 酸化アルミニウム(アルミナ)  | 〜400                 | [ 7 ] |
| オスミウム                  | 550                   | [ 2 ] |
| 炭化タングステン            | 450〜650              | [ 2 ] |

## 弾性率の相関関係
等方均質弾性体では、ヤング率 E、ポアソン比 ν、剛性率 G の間に次の関係がある。
{\displaystyle E=2G(1+\nu )}
同様にヤング率、ポアソン比、体積弾性率、剛性率、ラメの第一定数の五つの弾性率はそれぞれ、二つを用いて残りの三つを表すことができる。